# Головинське кладовище
Голови́нський цвинтар — цвинтар, розташований на північному заході Москви, південніше району Хімки-Ховріно. Свою назву отримало від назви села Головіно, що раніше тут знаходилось (з 1960 року — в межах міста Москва).
Засноване у 1951 році, з того ж часу ведеться архів реєстрації поховань. Загальна площа цвинтаря становить 15,3 га. Входить до складу ГУП «Ритуал».
На території цвинтаря знаходиться церква Святого Царя-мученика Миколая й всіх новомучеників і сповідників Російських.

## На цвинтарі поховані
- Бабицький Костянтин Йосипович (1929–1993) — правозахисник, лінгвист
- Бек Тетяна Олександрівна (1949–2005) — поетеса
- Білокуров Леонід Анатолійович (1922–2003) — сценарист
- Борисов Михайло Олексійович (1923–1988) — видавець, громадський діяч
- Гастилович Антон Йосипович (1902–1975) — генерал-полковник
- Гончаров Андрій Янович (1924—1996) — актор театру та кіно, артист естради
- Дорман Веніамин Давидович (1927–1988) — кінорежисер
- Зимін Анатолій Іванович (1917–2006) — спортсмен-легкоатлет
- Кербер Леонід Львович (1903–1993) — авіаконструктор
- Лабковський Наум Давидович (1908–1989) — поет, прозаїк, драматург
- Лапкін Петро Панасович (1904–1969) — генерал-полковник
- Маркова Віра Миколаївна — радянська російська поетеса та перекладачка
- Мезенцев Георгій Опанасович (1903–1976) — капітан далекого плавання
- Озеров Лев Адольфович (1914–1996) — поет
- Похльобкін Вільям Васильович (1923–2000) — письменник, історик, краєзнавець
- Стриженова Маріанна Олександрівна (1924–2004) — акторка
- Фадєєва Олена Олексіївна (1914–1999) — акторка
- Федорчук Віталій Васильович (1918–2008) — радянський державний діяч

Двічі Герої Радянського Союзу:
- Челноков Микола Васильович (1906–1974)

Герої Радянського Союзу:
- Баранов Віктор Ілліч (1906–1996),
- Білий Данило Микитович (1897–1973),
- Гражданінов Павло Андрійович (1920–1943),
- Євстаф'єв Микола Олександрович (1925–1965),
- Зотов Матвій Іванович (1914–1970),
- Комаров Георгій Осипович (1905–1973),
- Крюков Павло Павлович (1906–1974),
- Логінов Володимир Іванович (1923–1966),
- Марков Олексій Іванович (1921–1966),
- Мядзель Михайло Маркович (1910–1981),
- Ніловський Сергій Федорович (1906–1973),
- Самоваров Василь Іванович (1922–1974),
- Самусєв Микола Никифорович (1915–1981),
- Сипович Михайло Іванович (1908–1983),
- Ступішин Михайло Протасович (1916–1980),
- Харланов Іван Степанович (1908–1972),
- Шевченко Михайло Микитович (1905–1983).

Герої Російської Федерації:
- Афонін Василь Максимович (1919–1996).